# Tomești (Harghita)
Tomești é uma comuna romena localizada no distrito de Harghita, na região histórica da Transilvânia. A comuna possui uma área de 56.70 km² e sua população era de 2624 habitantes segundo o censo de 2007.